# پوشاک در اصفهان
اصفهان استانی بزرگ و مهم وزیبا در مرکز ایران به مرکزیت شهر اصفهان است که به دلیل ممتازیت همیشه نامزد پایتخت ایران عنوان بوده و بهترین پارچه و مسنوجات به وفود بوده است به طوریکه در زمان پهلوی دارای ۴ کارخانه بزرگ تولید نخ و پارچه بوده است، لباس اصلی اصفهان مربوط به دوران هخامنشیان و زرتشتیان مبیاشد مانند لباس های گل گلی و پر طرح و زیبای روستای ابیانه ...اصفهان با استان‌های کوچکتر خود به عنوان سرپرستتشان مرز مشترک داشته و دارد که باعث الگو گیری این مناطق از پوشش اصفهانبوده و هست. این مناطق عبارتند از سمنان و قم از سمت شمال، یزد از شرق و جنوب شرقی، فارس از جنوب، کهگیلویه و بویراحمد از جنوب غربی، لرستان از غرب، مرکزی از شمال غربی و خراسان جنوبی از شمال شرقی. این موقعیت جغرافیایی در کنار مهاجرت اقوامی از دیگر سرزمین‌ها به این استان منجر به تنوع فرهنگی این استان شده‌است.تنوع بالای آب و هوایی که از طفی دارای کوه و دره و چشمه و مراتع و زمینهای برنج کاری و از طرفینزدیکی به دشت لوت گرم و خشک نیز از دیگر عوامل اثرگذار بر پوشش ساکنان است.
در حدود ۳۰۰ سال قبل، لباس اصیل اصفهانی برای زنان از یک پیراهن شیری‌رنگ، یک دامن مخمل قرمز و کوتاه به صورت پرچین، یک چارقد رنگ روشن (عموماً سفید) تشکیل شده بود. مردان اصفهانی نیز پیراهنی سفید با آستین‌های گشاد، جلیقه کوتاه مشکی، کلاه نمدی با شالی بر کمر به تن می‌کردند و در زمستان قبایی بلند می‌پوشیدند.

## پوشاک سنتی زنان اصفهان
لباس اصیل زنان اصفهان شامل یک دامن مخمل قرمز کوتاه رنگ با چین‌های زیاد که توسط دکمه بسته می‌شده و یک پیراهن گلدوزی شیری رنگ بوده‌است.
زنان جوان یک شلوار نخی سفید رنگ و زنان مسن شلوار مشکی می‌پوشیدند و برای حجاب، چارقد گلدوزی شده شیری رنگی استفاده می‌کردند که با سنجاق دور سر بسته می‌شده‌است.
1. سرپوش مانند کلاه، چارقد، روسری، چادر، پیشانی بند، روبند و شال سفید توری
2. تن‌پوش مانند پیراهن، جلیقه، کت، شال و شلوار
3. پاپوش مانند جوراب، کفش، دمپایی و چاقچور.

## پوشاک سنتی مردان اصفهان
لباس مردان نیز از یک شلوار مشکی گشاد، پیراهن سفید یقه ساده، دکمه دوبل با آستین‌های گشاد، یک جلیقه کوتاه مشکی و یک کلاه نمدی تشکیل می‌شده‌است. لباس مردان در زمستان یک قبای بلند ساده بر روی لباس اصلی بوده که با شال ابریشمی دور کمر بسته می‌شده‌است.
1. سرپوش مانند کلاه، عرقچین، عمامه، پیشانی بند و سایبان (هنگام کار).
2. تن‌پوش مانند پیراهن، قبا، آرخالق، چوقا، کت و پالتو، تن‌پوش‌های نمدی، سرداری، پوستین، عبا، جلیقه، دبیت، شال کمر، کمربند، دستکش و مچ بند.
3. پاپوش مانند جوراب، گیوه، مچ پیچ و ساق بند.